# Estação Volkovskaia
Volkovskaia (em russo:  Волковская) é a estação terminal da linha Frunzensko-Primorskaia (Linha 5) do metro de São Petersburgo, no sentido sul.